# 安康乡
安康乡，是中华人民共和国湖南省常德市安乡县下辖的一个乡镇级行政单位。

## 行政区划
安康乡下辖以下地区：
北河口社区、福美村、杜家铺村、仙桃嘴村、北河口村、毕家山村、正安村、清安村、永德村、大洲村、向阳村、安民村、安兴村、虾趴垴村、七星村、泥豇口村和新沙村。